# Piper TG-8
Die Piper TG-8 war ein in den 1940er Jahren hergestelltes US-amerikanisches Segelflugzeug zur Schulung von Lastenseglerpiloten. Die Aufgabenkennung „TG“ wurde von den United States Army Air Forces (USAAF) zwischen 1941 und 1947 für Schulsegelflugzeuge verwendet.

## Vorgeschichte
Während des Zweiten Weltkriegs benötigte die USAAF eine große Anzahl an Lastenseglerpiloten; so wurden alleine von der Waco CG-4 etwa 13.900 Exemplare hergestellt. Um schnell ein geeignetes Lastensegler-Trainingsflugzeug zu bekommen, beauftragte die USAAF einige US-amerikanische Flugzeughersteller wie zum Beispiel Taylorcraft und Piper mit der Entwicklung von entsprechenden Flugzeugen.

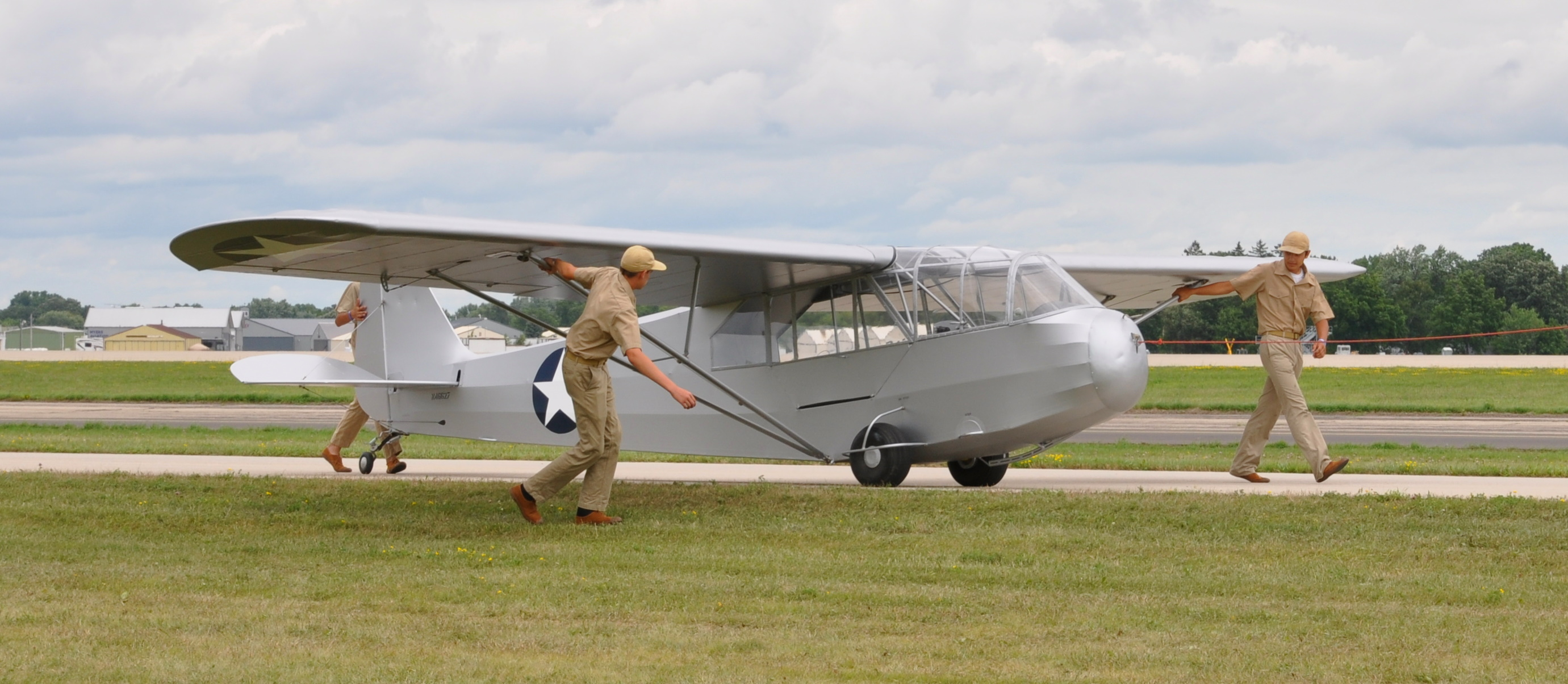
Piper TG-8 in Oshkosh 2018

## Geschichte
Das Unternehmen Piper Aircraft nahm eine Maschine aus der Serienfertigung der L-4 Grasshopper, der militärischen Version der J-3 Cub, und baute diese Maschine zu einem Lastenseglerprototyp um.
Beim Rumpf der L-4 wurde das Brandschott mit der Motorbefestigung samt Motor und Tankanlage entfernt und dieser Bereich mit einem zusätzlichen Pilotensitz mit Steuereinrichtung versehen; somit war die TG-8 nun ein Dreisitzer. Der ausgebaute Motor mit rund 80 Kilogramm wurde durch das Pilotengewicht kompensiert. Die Frontverkleidung wurde entsprechend verlängert und am Bug eine Schleppkupplung für Flugzeugschlepp angebracht. Das hochbeinige Fahrwerk wurde gekürzt, die Räder blieben gleich und wurden direkt neben dem Rumpf installiert. Der Rumpf wurde unten im vorderen Bereich zusätzlich mit einer Kufe aus Holz geschützt. Tragflächen mit Streben, Seitenleitwerk und Höhenleitwerk waren ausgelegt wie bei der L-4, das Höhenruder wurde der neuen Rumpflage angepasst. Beim Instrumentenbrett wurden die zum Motorbetrieb erforderlichen Anzeigen und Elektrik ausgebaut. Die Standardinstrumente der TG-8 waren Magnetkompass, Höhenmesser, Fahrtmesser, Variometer, Kugellibelle und ein Funkgerät. Die interne Bezeichnung Piper G-1 war die ehemalige L-4 mit der Werknummer 9106, die dann bei der Armee die Bezeichnung TG-8 bekam.
Nach erfolgten Testflügen bestellte die USAAF dann 1942 250 Stück als TG-8. Zusätzlich erhielt die US Navy drei Exemplare mit der Bezeichnung XLNP-1, wobei die Missionskennung „LN“ bei der US Navy von 1941 bis 1945 für „Schulgleiter“ stand.

## Technische Daten
| Kenngröße             | Daten                                                 |
| --------------------- | ----------------------------------------------------- |
| Besatzung             | Pilot und Fluglehrer (plus ein Fluggast oder Ballast) |
| Länge                 | 6,95 m                                                |
| Spannweite            | 10,76 m                                               |
| Höhe                  |                                                       |
| Flügelfläche          |                                                       |
| Flügelstreckung       |                                                       |
| Gleitzahl             | 18                                                    |
| Geringstes Sinken     |                                                       |
| Nutzlast              |                                                       |
| Leermasse             | 245 kg                                                |
| max. Startmasse       | 500 kg                                                |
| Höchstgeschwindigkeit |                                                       |
| Fahrwerk              | starres Spornradfahrwerk                              |

## Verbleib
Nach dem Kriegsende wurden zahlreiche überschüssige Segelflugzeuge der TG-Reihe preiswert an private Piloten verkauft und waren auch in Segelfliegervereinen lange Zeit im Einsatz, bis sie durch die Entwicklung von neuen und viel teureren Modellen ersetzt wurden. Einige TG-8 wurde auch wieder zurückgebaut und als Motorflugzeuge zugelassen.

## Vergleichbare Typen
Neben der Piper TG-8 hatte die USAAF auch vergleichbare Segelflugzeug-Trainer anderer Hersteller im Einsatz, darunter 32 Stück Schweizer SGS-2-8, die als TG-2 bezeichnet wurde, und 150 Laister-Kauffman LK-10, die als TG-4 betrieben wurden. Das Militär unterzeichnete auch mit Schweizer Aircraft einen Vertrag für eine komplette neue Zweisitzer-Entwicklung, die speziell für militärische Flugausbildung gebaut wurde. Von der Schweizer TG-3A wurden 153 Stück hergestellt. Die von Taylorcraft gebauten Maschinen hatten die Bezeichnung TG-6 und die Piper-Maschinen, die von Aeronca zum Segler umgebaut wurden, hatten die Bezeichnung TG-5.